# Конец света

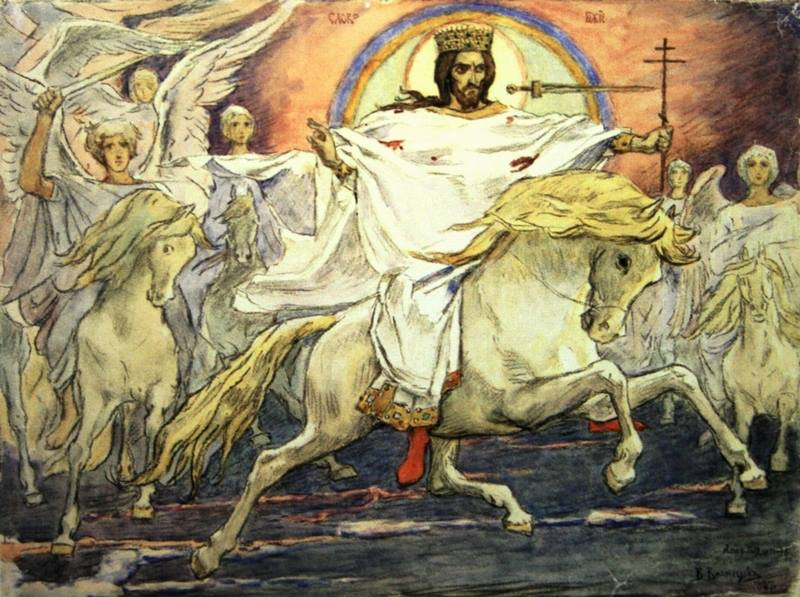
В. М. Васнецов, Воинствующий Христос (Второе пришествие Христа перед концом света), 1887

Коне́ц све́та — распространённый фразеологизм, означающий реальную либо воображаемую угрозу прекращения существования всех людей, цивилизаций, всего человечества, Земли или даже Вселенной целиком. В более узком смысле — уничтожение всего живого.

## Научная точка зрения

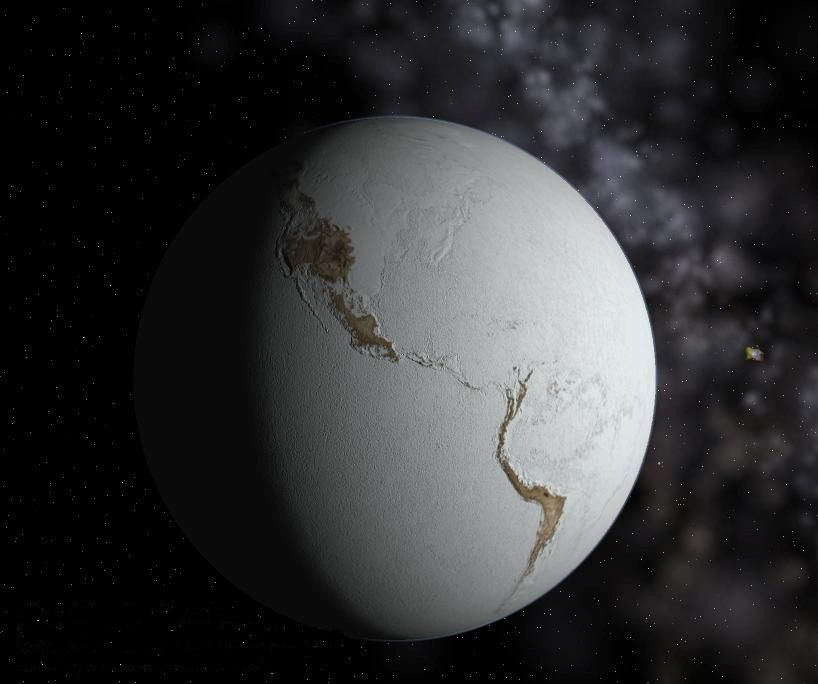
Глобальное похолодание вплоть до полного замерзания планеты

- Гибель человечества могут обусловить техногенные или природные причины:
  - Глобальная война, ядерная или биологическая.
  - Всемирная пандемия, вызванная генетическими заболеваниями, вирусами, прионами или резистентными к антибиотикам бактериями.
  - Голод, связанный с перенаселением (см. Мальтузианская ловушка).
  - Экологическая катастрофа.
  - Выход из-под контроля нанотехнологий вплоть до поглощения всей биомассы планеты серой слизью.
  - Катастрофические климатические изменения, связанные с глобальным потеплением вплоть до подобного венерианскому парникового эффекта или интенсивным сведениям лесов и загрязнением (см. например предупреждения Джеймса Лавлока) или извержению всех вулканов на Земле, результатом чего тоже станет парниковый эффект, вызывающий массовое вымирание.
  - Глобальное похолодание вплоть до полного замерзания планеты.
  - Утрата пригодной для дыхания атмосферы; разрушение озонового слоя.
  - Смена магнитных полюсов Земли или их полное исчезновение.
  - Резкая смена географических полюсов (с переворачиванием оси вращения планеты в соответствии с эффектом Джанибекова — теоремой теннисной ракетки)[1][2][3][4][5][6].
  - Глобальное землетрясение.
  - Извержение супервулкана.
  - Выход из-под контроля искусственного интеллекта (в кинематографе см. серия фильмов «Терминатор»).
  - Падение астероида (импактное событие).
  - Сверхвспышка на Солнце (в кинематографе см. фильм «Знамение»).
  - Близкая вспышка сверхновой звезды.
  - Попадание под узконаправленный джет (струю) близкого гамма-всплеска.
  - Нарушение стабильного процесса в ядре Земли или взрыв внутри ядра (см. «Формула Судного дня[англ.]»).
- Долгосрочные угрозы среде обитания.
  - Через 1,4 млн лет звезда Gliese 710 приблизится на расстояние 1,1 светового года к Земле и может вызвать катастрофическое возмущение Облака Оорта.
  - Примерно через 5,5 млрд лет Солнце достигнет стадии красного гиганта, на которой оно расширится далее нынешней орбиты Земли. Но ещё до этого момента это приведёт к такому повышению температуры, что люди не смогут продолжать жить на Земле[7][8].
  - Если человечеству удастся всё это пережить, то в дальнейшем ему, возможно, будет угрожать тепловая смерть Вселенной, предсказываемая многими учёными. Также см. статью Большой разрыв.

## Религиозная точка зрения

### Буддизм
В буддизме цикличность мира описывается в понятии Большой Кальпы (маха-кальпы). С окончанием цикла начинают разрушаться все миры, включая мир людей. Затем, через огромный промежуток времени, вселенная начинает развёртываться вновь. Череда маха-кальп считается в буддизме бесконечной и не имеющей начала.
Разрушение миров происходит от низшего к высшему — сначала начинают ветшать и разваливаться самые «долгосрочные» и ужасные ады (существует теория, согласно которой эти разрушения будут происходить из-за того, что в адах никто больше не будет рождаться, так как в Мироздании больше не будет «злостных» нарушителей кармических законов). Следом за низшими мирами начнут рушиться миры людей. Когда и они превратятся в прах, миры богов и полубогов также начнут гибнуть и в конечном итоге даже дворцы небожителей разрушатся. В конце Кальпы всё мироздание будет уничтожено.
Будда приводил пример о длительности Большой Кальпы:

«Представьте, монахи, огромную цельную скалу одну милю длиной, одну милю шириной и одну милю высотой, без единого скола и трещины. И в конце каждого столетия приходил бы человек и тёр бы её шёлковой тканью. И тогда эта огромная скала стёрлась бы, исчезла бы быстрее, чем длится один цикл вселенной [кальпа]. И много таких циклов вселенной прошло — больше сотни, больше тысячи, больше сотен тысяч. И почему? Непостижима, монахи, эта сансара, нет возможности найти первый момент существования живых существ, ослеплённых невежеством и скованных желанием, что спешат и торопятся в этом кругу перерождений» (S.XV.5).
Впрочем, было бы большой ошибкой считать, что буддизм вообще признаёт конец света. Предположение о конечности существования противоречит основным постулатам учения Будды, в которых говорится о вечности и бесконечности бытия. Большая Кальпа завершается, однако по прошествии некоторого срока мироздание вновь начинает «разворачиваться» — цикл в миллиарды лет повторяется вновь. Поэтому, по мысли Будды, сансара никогда не начиналась и никогда не закончится.

### Христианство

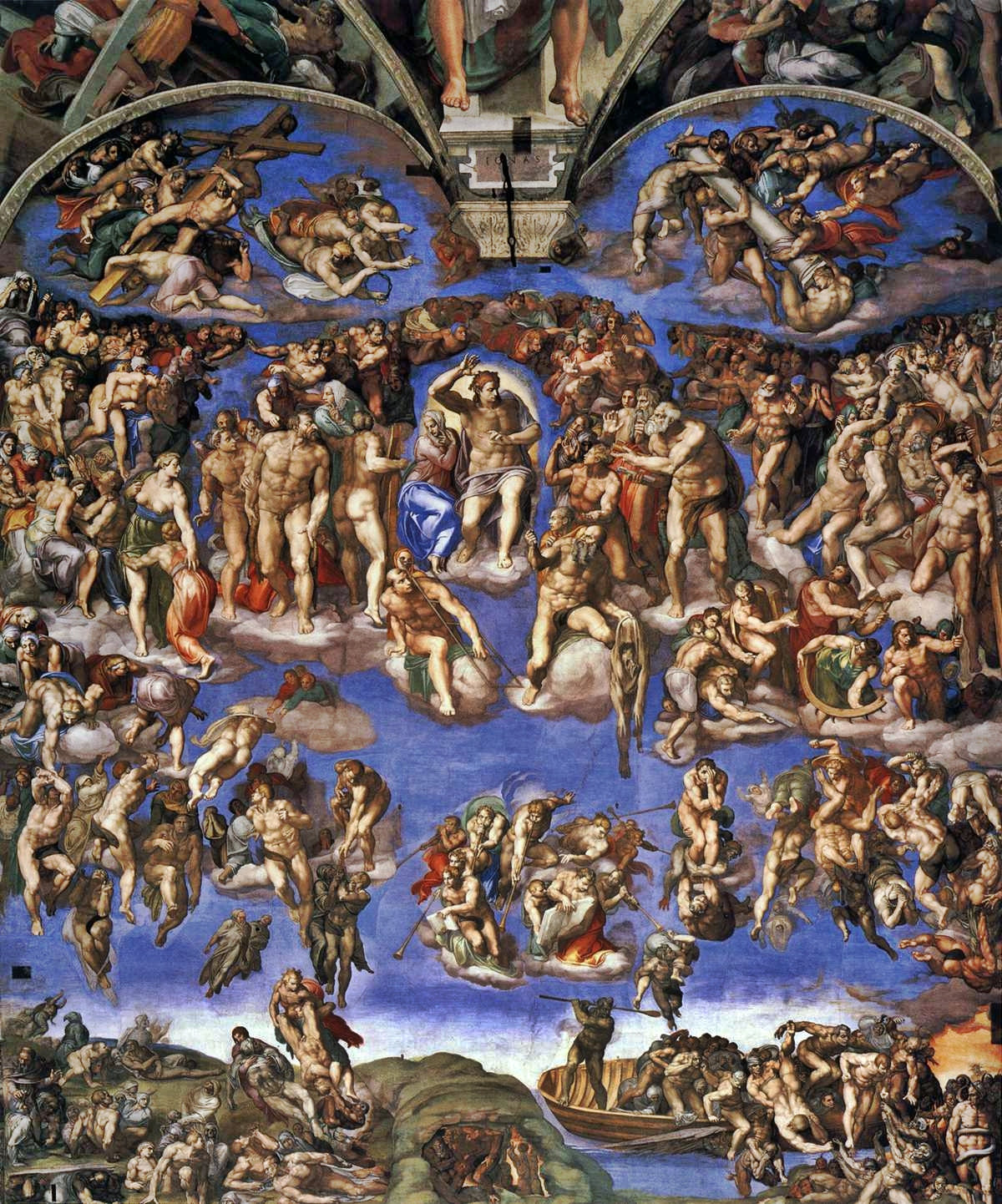
Страшный суд. Микеланджело (1541)

В христианстве события, которые трактуются некоторыми комментаторами Библии как признаки конца света, описаны в книге, написанной, согласно Священному Преданию, учеником Иисуса Христа Иоанном Богословом — Откровение Иоанна Богослова.
В некоторых направлениях протестантизма считают, что Земля будет в буквальном смысле уничтожена.

#### Разъяснения в Библии о датировке
- Мк. 13:31, 32 О дне же том и часе никто не знает, ни Ангелы небесные, ни Сын, но только Отец.
- Мф. 24:36 О дне же том и часе никто не знает, ни Ангелы небесные, а только Отец Мой один.
- Мф. 24:44 Потому и вы будьте готовы, ибо в который час не думаете, придёт Сын Человеческий.
- 1Фес. 5:1 О временах же и сроках нет нужды писать к вам, братия, ибо сами вы достоверно знаете, что день Господень так придёт, как тать ночью. Ибо, когда будут говорить: «мир и безопасность», тогда внезапно постигнет их пагуба, подобно как мука родами постигает имеющую во чреве, и не избегнут.

#### Исторические факты ожидания Конца света
По словам профессора РГГУ медиевиста Н. И. Басовской, западноевропейское средневековье «можно сказать, родилось под знаком конца света», что было связано с падением Западной Римской империи и вторжением варваров. Всё это воспринималось современниками как конец света. Ведь римляне были убеждены, что их мир несокрушим. Под влиянием западной части христианской церкви ожиданием конца света в Западной Европе был 1000 год. Ожидалось второе пришествие.
Существовали вполне конкретные ожидания, связанные с 1037 годом. Как известно, в Европе внимание верующих было сосредоточено на 1000 годе, и ненаступление Конца Света вызвало серьёзные изменения в жизни людей. На Руси к 1000 году христианское самосознание ещё не сформировалось в должной степени, это произошло несколько позже. Кроме того, на Руси использовали другую систему исчисления. Появилась теория, объясняющая, почему Конец Света в 1000 году не наступил. Согласно популярному в то время апокрифическому писанию «Откровение Мефодия Патарского», тысячу лет надо было считать не от рождения Христа, а от его смерти. Кроме этого было известно, что после воскресения Иисус спустился в ад, где вёл битву с дьяволом, в результате чего связал его на тысячу лет и освободил грешников. То есть Антихрист должен был вырваться из оков в 1033 году; в течение трёх с половиной лет должно было продолжаться его царство. К 1037 году ожидалось Второе Пришествие.
Именно к этому времени оказывается приуроченной постройка в Киеве Золотых ворот и Софийского собора по образу константинопольской Софии, а также монастырей святого Георгия и святой Ирины (крестильные имена Ярослава и Ингигерды). Именно тогда же, судя по всему, создаётся «Древнейший летописный свод». Функции летописей в таком случае состояли в письменном «отчёте о проделанной работе» перед Господом (что естественно, если вспомнить, какое отношение существовало в ту пору к написанному слову, особенно если учесть, что летописи были доступны лишь верховным правителям).
Что интересно, соответствующим знаком могли посчитать и смерть тьмутараканского князя Мстислава Владимировича в 1036 году, в результате чего вся Русь сосредоточилась под единым правлением Ярослава.
Впрочем, расчётных шкал было несколько, но их совпадение вызывало полную уверенность в грядущем. Существовало предсказание, что Конец Света наступит, когда Пасха придётся на праздник Благовещения (25 марта). Так вот, в 1038 году Благовещение выпало на Великую Субботу, что было почти точным попаданием. Именно в этот день митрополит Иларион прочитал своё знаменитое послание — «Слово о Законе и Благодати», в котором утверждал, что для спасения достаточно простого крещения и соблюдения ритуала. И только спустя несколько десятилетий, когда стало окончательно ясно, что Конец Света откладывается, появилась идея о том, что этого недостаточно и, помимо обрядовой стороны, необходимо ещё и соответственное поведение — этика. В XV веке эти понятия разграничатся под широко известной, но мало понимаемой сегодня терминологической парой «вера и правда».
На 1492 год был назначен очередной «конец света». Пасхалия была рассчитана только до этого года, о чём в конце делалась приписка: «Сие лето на конце явися, в оньже чаем всемирное торжество пришествие Твое». Считалось, что это 7000 год от Сотворения, а 7000 лет — это срок существования мира. В этот год Христофором Колумбом была открыта Америка. В 1491 году многие не засеяли свои поля, из-за чего наступил голод. Грек из окружения жены великого князя Софьи Палеолог Дмитрий Траханиот в связи с этим написал для архиепископа Геннадия Новгородского «О летах седьмой тысящи», в котором утверждал, что, коль скоро «никто не весть числа веку», то конец света в 7000 году может не наступить, но дата конца света обязательно будет связана с числом 7: 7007, 7070 и 7077 годы от сотворения мира. По причине особенно впечатляющего «сближения» Юпитера и Сатурна соответствующие ожидания были в 1584 году и в 1604 году. Следующей датой стал 1666 год, к которому, судя по всему, были приурочены преобразования Никона и Раскол. С тех пор православные подобными расчётами не занимаются, а Пасхалия по решению Московского церковного собора была продлена новгородскими учёными, во избежание соблазнов, на 1000 лет вперёд — до 2492 года.

### Секты

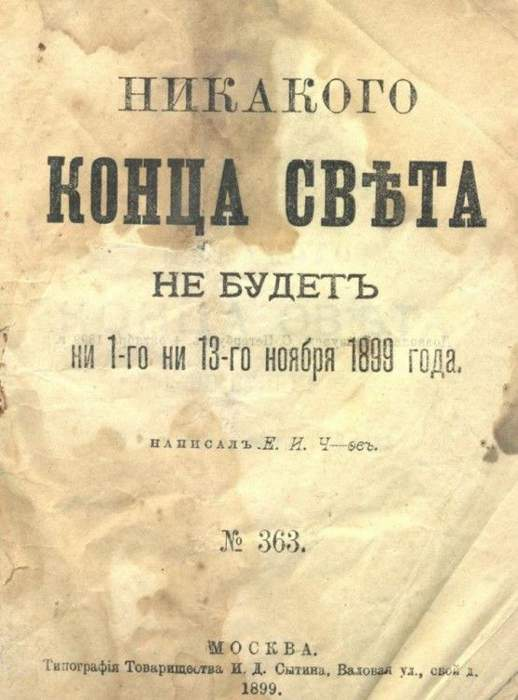
Анти-апокалиптическая брошюра 1899 года

Основателями различных сект часто делались «предсказания» о якобы близком конце света. Сторонники реагировали адекватно такому известию, например:
- 1900 — конец света согласно учению секты «Красная Смерть» в России, около сотни членов которой совершили самосожжение.
- 1967 — конец света в результате ядерной войны согласно учению датской секты Церковь Ортон Дана Андерса Йенсена, соорудившей убежище, подземный бункер[15].
- 1980 — конец света в результате ядерной войны согласно бахаистской секте Леланда Дженсена и Чарльза Гейнза, соорудивших убежища в горах США[15].
- 1993 — день конца света, в преддверии которого последователи украино-российской секты «Белое братство» Марины Цвигун, объявившей себя Марией Дэви Христос, должны были совершить самосожжение[16].
- 1995, затем 2000 — переносившиеся дни конца света согласно учению секты «Движение за возрождение десяти заповедей» Кредонии Мверинда в Уганде, несколько сотен членов которой были убиты в акте самопожертвования[17].
- 1999 — конец света согласно японской секте «Аум Синрикё».
- 2008 — конец света, в ожидании которого последователи секты Петра Кузнецова заперлись в пещере в Пензенской области[18].
- 2011 — широко распространённый по миру конец света, предсказанный американским проповедником Гарольдом Кэмпингом. Предсказание гласило, что 21 мая Иисус Христос вновь явится людям и учинит Страшный суд. Спасутся всего 3 % от населения планеты — это праведники. Остальные 6,5 млрд жителей исчезнут[19].
- 2012 — популяризированный конец света, основанный на неверном трактовании верований майя.

### Каббала
В каббале представление о конце света строится из раскрытия замысла и цели творения и понимается как переход природы на ступень развития, которая называется гмар тиккун («конечное исправление») — конечное состояние всего мироздания, когда самая низшая точка творения достигает того же состояния, что и самая высшая. Полное исправление всех свойств и полное слияние с Творцом.

### Ислам
В исламской эсхатологии потусторонний мир (ахират), является единственно вечной и важной жизнью для человека. Ахират начинается с Малого (смерть) или Большого Конца Света, включает в себя Судный день (киямат), рай (джаннат) и ад (джаханнам). Большим Концом Света называют период времени, который длится от первого до второго звучания трубы (сур) ангела Исрафила.
Ахират противопоставляется земной жизни (дунья). Концепция противопоставления земной жизни ахирату была одной из основных идей в проповедях пророка Мухаммада, который пытался убедить своих соотечественников в том, что существует мир, в котором придётся давать ответ за всё содеянное. В мусульманском богословии разработка концепции ахирата велась в направлении противопоставления вечному миру (дар аль-бака) и земной жизни (дар ал-фана), а также детализация представлений об ахирате (рай, ад, воскрешение, Судный день и др.).

## По календарю майя
Согласно календарю майя, современная эпоха началась 13 августа 3114 года до н. э. и завершилась 21 (или 23) декабря 2012 года н. э. Ещё в начале 1960-х годов на основании этого факта профессор-майянист Майкл Коу в шутку предположил, что в 2012 г. произойдёт конец света. Это утверждение было уже на полном серьёзе растиражировано в начале XXI века средствами массовой информации по всему миру.

## В массовой культуре
Постапокалиптика — жанр литературы и кино, посвящённый гипотетическим катаклизмам, так или иначе показывающий гибель или угрозу гибели человечества. Некоторые произведения подобного плана содержат выражение «Конец света» («Конец времён», «Конец дней») в названии. В фантастических фильмах-катастрофах на Земле происходили изменения климата, ядерные войны, эпидемии, нашествия паразитов или бактерий, уничтожение человечества внеземными пришельцами, а также в ряде случаев конец света предотвращался предпринятыми действиями всего человечества или отдельных людей.
В 2009 году вышли фильм «2012», повествующий о грядущем конце света согласно пророчествам майя, и фильм «Знамение», рассказывающий о тотальном выжигании Земли солнечной макровспышкой.